# Igualdade matemática
Dois objetos matemáticos são iguais se e somente se são precisamente o mesmo em todo caminho. Isto define uma relação binária, igualdade, denotada pelo sinal de igualdade "=" em tal modo que a sentença "x = y" significa que x e y são iguais.
Equivalência, em sentido mais geral, é provido pela construção de uma relação de equivalência entre dois conjuntos. Uma sentença que duas expressões denotam quantidades iguais é uma equação.

## Algumas propriedades lógicas da igualdade
A propriedade da substituição afirma que:
- Para qualquer quantidade a e b e qualquer expressão F(x), se a = b, então F(a) = F(b).

A propriedade reflexiva afirma que:
para qualquer quantidade a, a <= a.
Esta propriedade é geralmente utilizada nas provas matemática como um passo intermediário.
A propriedade simétrica afirma que:
- Para qualquer quantidade a e b, se a = b, então b = a.

A propriedade da transitividade afirma:
- Para qualquer quantidade a, b, e c, se a = b e b = c, então a = c.